# Red Lobster
Red Lobster Hospitality LLC (en español: hospitalidad de la langosta roja), es una cadena de restaurantes de comida casual con sede en Orlando, Florida. La compañía tiene operaciones en Ecuador, Canadá, Malasia, Arabia Saudita, Emiratos Árabes Unidos, Catar, México y Japón, además de los Estados Unidos. Al 24 de febrero de 2013, la compañía tenía 705 ubicaciones en todo el mundo. Golden Gate Capital ha sido la empresa matriz de Red Lobster desde que fue adquirida de Darden Restaurants el 28 de julio de 2014.
El 6 de agosto de 2014, Red Lobster anunció su nueva sede en la sede de CNL Center City Commons en Orlando. El 6 de marzo de 2015, Red Lobster inauguró oficialmente el Centro de asistencia para restaurantes.

## Formación y crecimiento

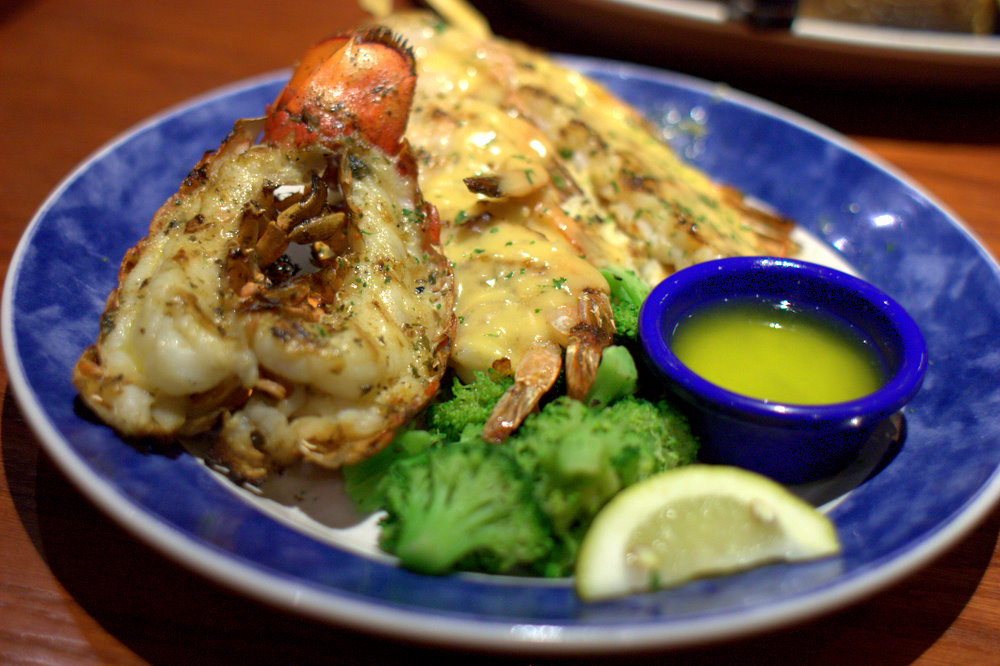
Una comida duo de Lobsterfest

El primer restaurante Red Lobster fue inaugurado el 18 de enero de 1968 en Lakeland, Florida, por los empresarios Bill Darden y Charley Woodsby. La fecha citada a menudo de marzo de 1968 se basa en la incorporación del 27 de marzo de 1968 de Red Lobster Inns of America, Inc. (ahora GMRI, Inc.) en la Oficina del Secretario de Estado de Florida. Originalmente anunciado como un "Puerto para los amantes de los mariscos", el primer restaurante fue seguido por otros cuatro en todo el sureste de los Estados Unidos. En 1970, General Mills adquirió Red Lobster como una compañía de cinco unidades. Con un nuevo respaldo, la cadena se expandió rápidamente en la década de 1980.
Red Lobster ingresó a Canadá en la década de 1980, en muchos casos comprando restaurantes en Ponderosa. La compañía generalmente mantiene entre 25 y 30 ubicaciones en Canadá, la mayor parte en centros urbanos más grandes en Ontario (a lo largo del sur de Ontario más uno en Sudbury en el norte de Ontario) con un número menor en centros urbanos más grandes en las tres provincias de Prairie. Salió del mercado de Quebec en septiembre de 1997 debido a pérdidas financieras y nunca intentó ingresar al mercado en la Columbia Británica.
El 29 de marzo de 1994, Bill Darden murió, después de una enfermedad prolongada, a la edad de 75 años.

## Prototipo 2009 y venta

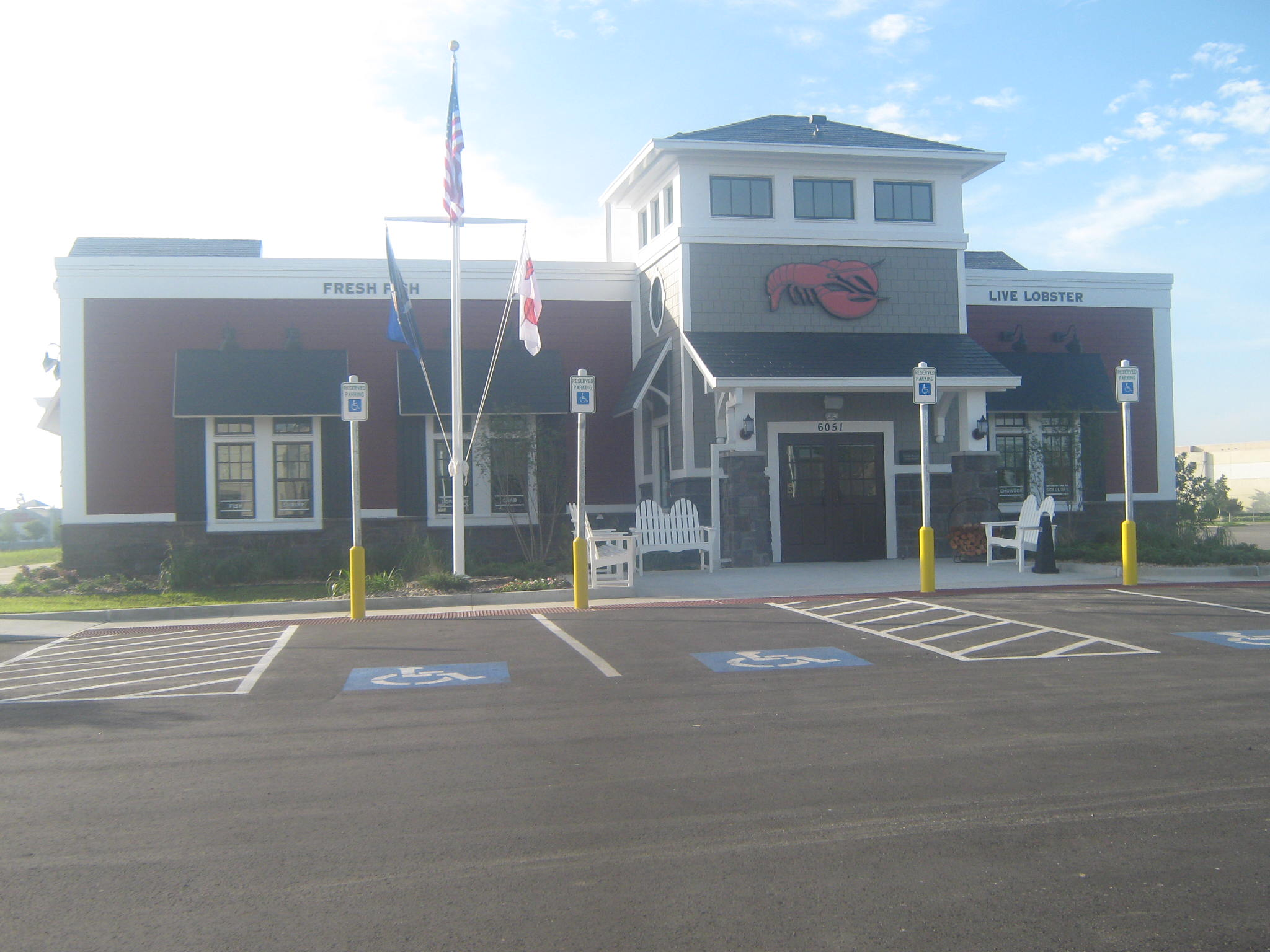
El diseño del prototipo "Bar Harbor" como se ve en la ubicación Baton Rouge, Luisiana

En 2009, Red Lobster debutó con su nuevo prototipo de restaurante "Bar Harbor" modelado después de la costa de Nueva Inglaterra. Las nuevas características exteriores incluyen torres de piedras y guijarros, banderas de señales y bancos de estilo Adirondack. Las actualizaciones interiores incluyen paneles de madera oscura, telas de tonos cálidos, iluminación suave y decoración y obras de arte náuticas.
El 19 de diciembre de 2013, Darden Restaurants anunció planes para vender o escindir la marca Red Lobster, citando la presión de los inversionistas en acciones. Esto fue en respuesta directa a que Darden hizo un presupuesto excesivo en una nueva plataforma digital. El 12 de mayo de 2014, Darden anunció que, como parte de la escisión de Red Lobster, estaba convirtiendo las ubicaciones de Red Lobster y Olive Garden coubicadas en ubicaciones independientes de Olive Garden. El 16 de mayo de 2014, Darden anunció que vendería la cadena de restaurantes de mariscos Red Lobster a Golden Gate Capital por US $ 2.1 mil millones. Darden anunció la finalización de la venta de Red Lobster el 28 de julio de 2014.
El 6 de agosto de 2014, Red Lobster anunció su nueva sede en la sede de CNL Center City Commons en Orlando. El 6 de marzo de 2015, Red Lobster inauguró oficialmente el Centro de asistencia para restaurantes.

## Menú
La marca se especializa en mariscos, que incluyen langosta, camarón, pescado, cangrejo y moluscos. También sirve pollo, carne y pasta. Ofrece platos como la cola de langosta Maine, patas de cangrejo Snow de América del Norte y los famosos Walt’s favorite shrimp, salmón Nueva Orleans y el filete de salmón fresco del Atlántico, sellado a la parrilla, cubierto con camarones en una salsa de mantequilla Cajún y decorado con pico de gallo.

## Ubicaciones
Al 24 de febrero de 2013, la compañía tenía 705 ubicaciones en todo el mundo. A partir de 2018, tenía ubicaciones en los Estados Unidos (incluida Puerto Rico), Kuwait, México, Arabia Saudita, Canadá, Japón, Emiratos Árabes Unidos, Catar, Brasil, Malasia y Ecuador.

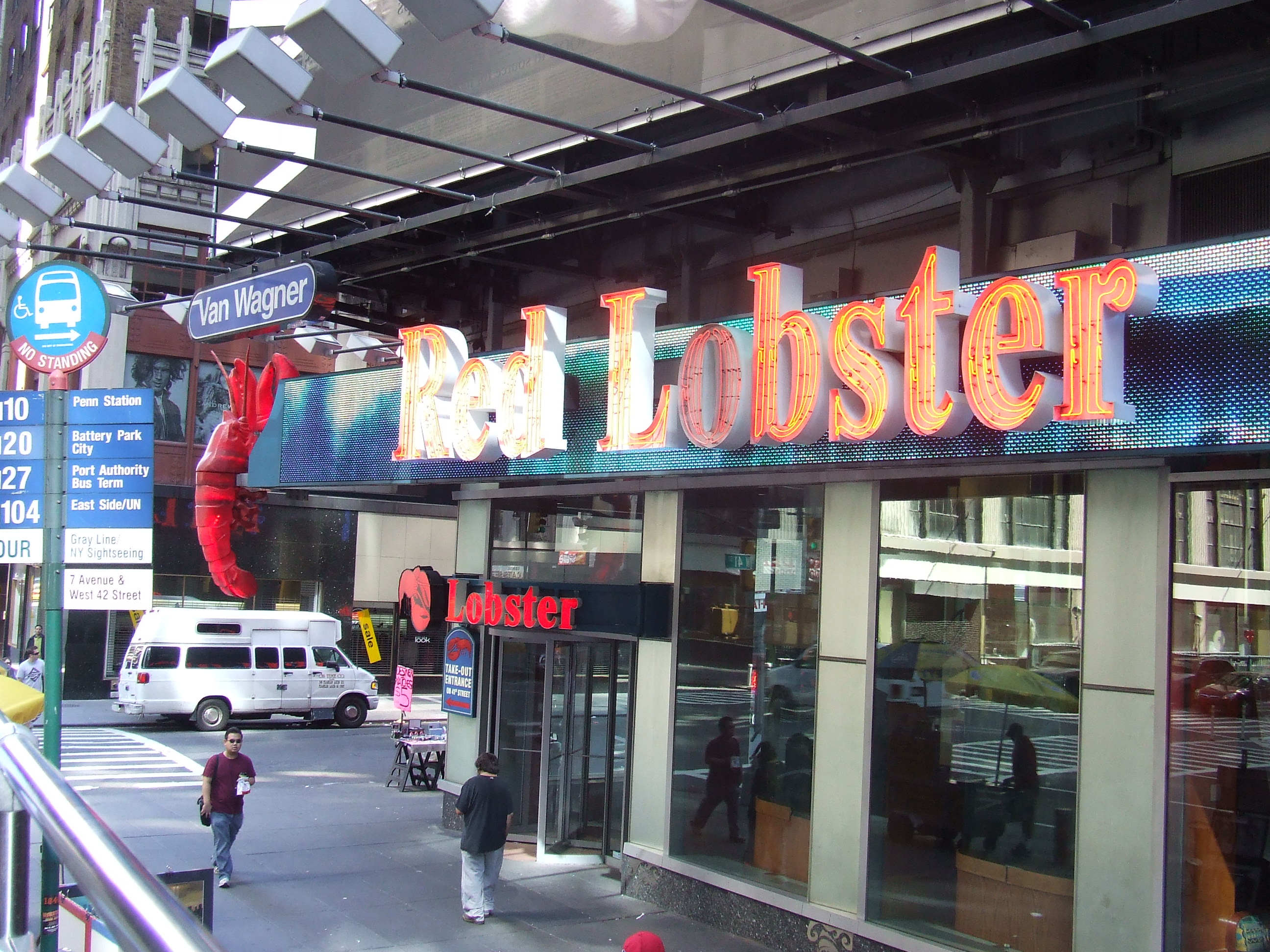
Nueva York 7ma Avenida
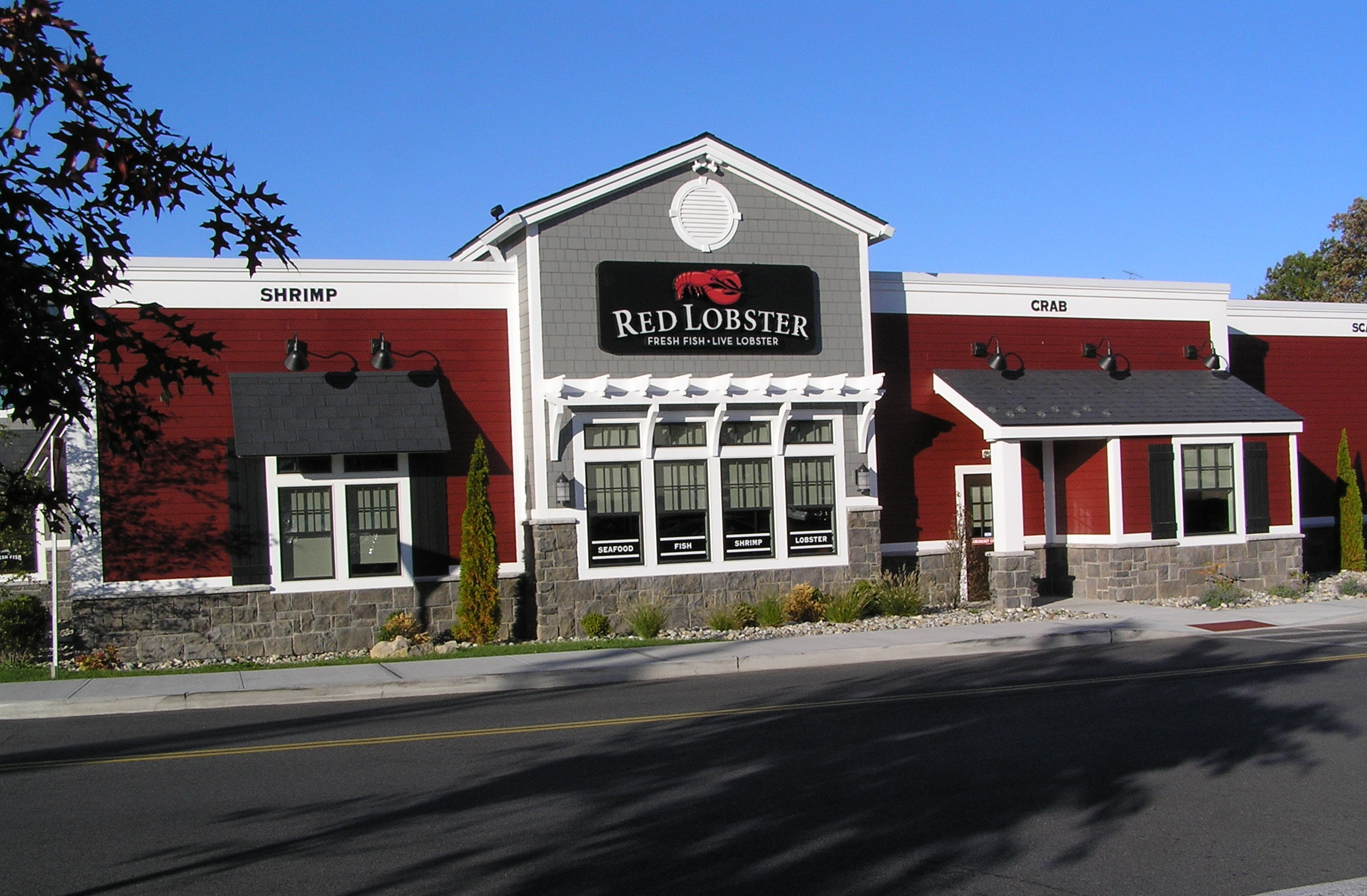
Restaurante Red Lobster en Yonkers, Nueva York
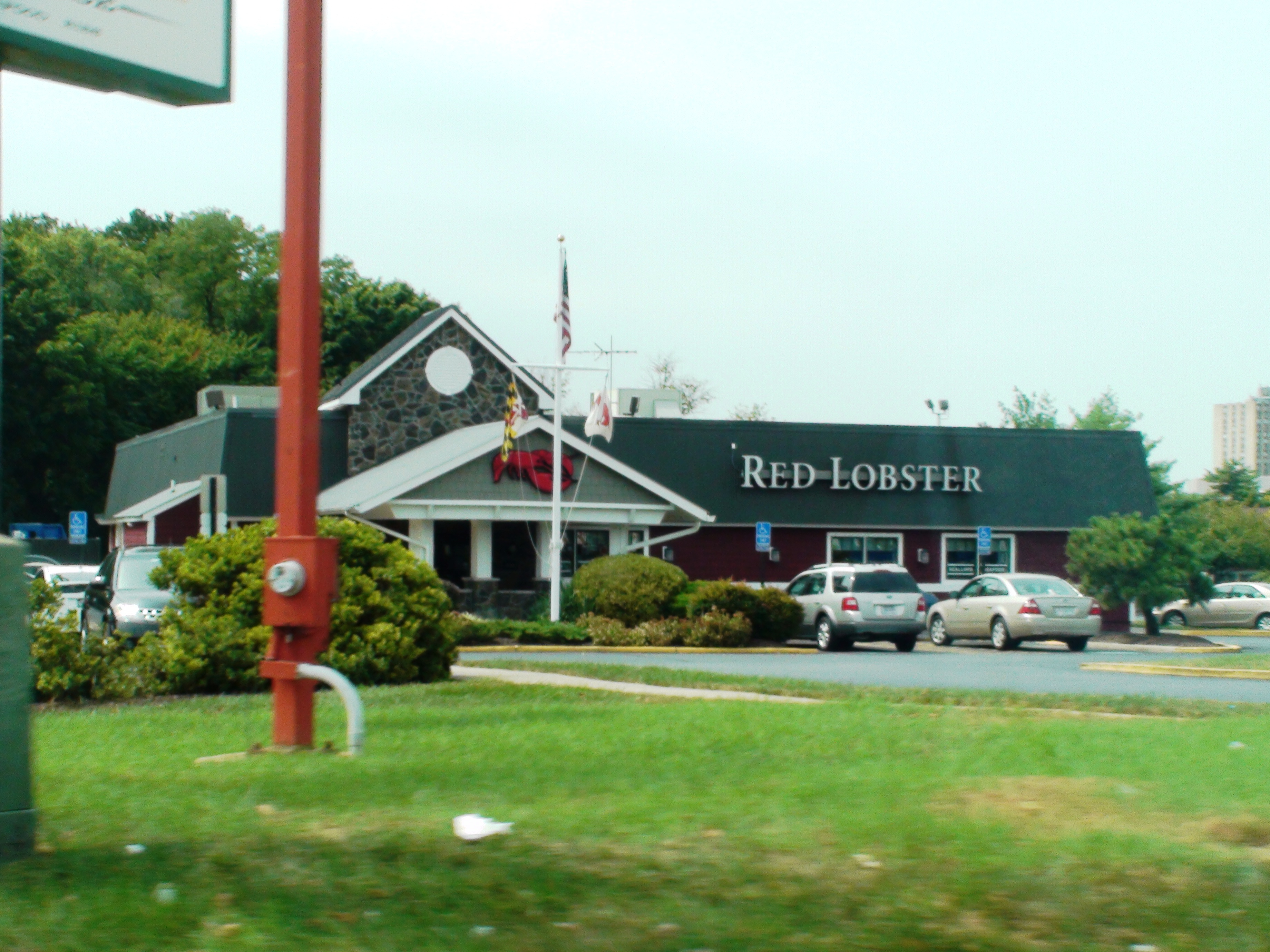
Red Lobster restaurant en septiembre de 2013, Gaithersburg, Maryland